# João Manuel, Alcaide-Mor de Santarém
João Manuel (c. 1466 – 1500) foi um alcaide-mor e embaixador português.

## Biografia
Filho natural de D. João Manuel, bispo da Guarda, e de Justa Rodrigues legitimado com seu irmão Nuno Manuel por Carta Real de 15 de Novembro de 1475 por D. Afonso V de Portugal, como filhos de D. João, bispo da Guarda, do Conselho, e de Justa Rodrigues, mulher solteira, sendo a legitimação feita a pedido de seus pais, foi Fidalgo e Camareiro-Mor do 3.º Duque de Beja e 4.º Duque de Viseu, futuro Rei D. Manuel I de Portugal, e do seu Conselho, tornando-se, depois da sua subida ao trono, Fidalgo e Camareiro-Mor da Casa Real e do seu Conselho. Foi, também, Alcaide-Mor de Santarém e Embaixador a Castela, tendo sido ele o Procurador do Rei no primeiro casamento deste com a Infanta D. Isabel de Castela, bem como o Negociador do segundo casamento do rei com a Infanta D. Maria de Castela.

## Casamento e descendência
Casou com D. Isabel de Meneses, filha de D. Afonso Teles da Silva, 3.º Alcaide-Mor de Campo Maior e Ouguela, e de sua mulher Joana de Azevedo, da qual teve um filho e uma filha:
- Bernardo Manuel (c. 1490 - Itália), Alcaide-Mor de Santarém e Camareiro-Mor do Rei D. João III de Portugal, casado primeira vez com D. Francisca de Noronha, com geração, e casado segunda vez com Maria de Bobadilha, com geração
- Joana Manuel (c. 1495 - ?), casada com Alonso Pacheco Portocarrero (c. 1490 - 14 de Setembro de 1525), Señor de las Sirgadas, do qual foi primeira mulher, com geração feminina